# Radovanje (Velika Plana)
Pour les articles homonymes, voir Radovanje.
Radovanje (en serbe cyrillique : Радовање) est un village de Serbie situé dans la municipalité de Velika Plana, district de Podunavlje. Au recensement de 2011, il comptait 543 habitants.

## Histoire
Đorđe Petrović, en français Karageorges, le chef du Premier soulèvement serbe contre les Ottomans, est mort à Radovanje le 25 juillet 1817, assassiné sur l’ordre de son rival Miloš Obrenović. Une église, dédiée à l’archange Saint Gabriel, a été édifiée en 1936 à l’endroit où il a été assassiné. Construite dans le style byzantin, elle conserve son portrait peint par le célèbre peintre réaliste Paja Jovanović. L’endroit où Karageorges fut enterré est signalé par une croix et par une plaque commémorative. 
L’ensemble du secteur, appelé Radovanjski Lug (en serbe cyrillique Радовањски Луг) le « bois de Radovanje », couvre une superficie de 46 hectares. En raison de sa valeur historique, Radovanjski Lug est inscrit sur la liste des sites mémoriels d'importance exceptionnelle de la République de Serbie.

## Démographie
| 1948  | 1953  | 1961 | 1971 | 1981 | 1991 | 2002 | 2011 |
| ----- | ----- | ---- | ---- | ---- | ---- | ---- | ---- |
| 1 129 | 1 131 | 937  | 840  | 847  | 770  | 689  | 543  |

|  |